# جياني باتريغاني
جياني باتريغاني (بالإيطالية: Gianni Patrignani)‏ (1906 – 1991) هو سبّاح إيطالي راحل، مثّل بلاده في الألعاب الأولمبية الصيفية 1924.

## روابط خارجية
جياني باتريغاني على موقع أوليمبيديا (الإنجليزية)